# جيما نيو
جيما نيو (بالإنجليزية: Gemma New)‏ هي موزعة نيوزيلندية، ولدت في 8 يونيو 1986.